# Żejtun Corinthians
Der Żejtun Corinthians Football Club ist ein maltesischer Fußballverein aus Żejtun.

## Geschichte
Der Verein wurde 1944 gegründet. Die Mannschaft spielte hauptsächlich in der dritten maltesischen Liga. Zwischen 1986 und 1989 waren sie in der zweiten Liga vertreten. Seit 2017 spielte man erneut in der zweiten Liga. 2020 gewannen sie die Meisterschaft und spielen folglich fortan in der Maltese Premier League.

## Erfolge
- Maltesische Zweitligameisterschaft: 2019/20